# 羊皮紙

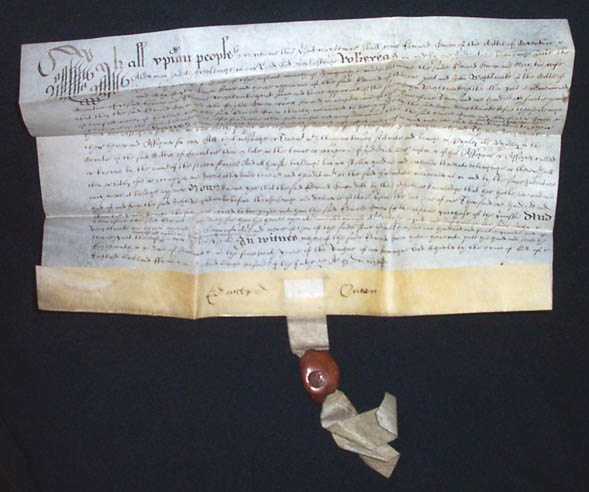
羊皮紙で作成されたイギリスの証書。1638年の日付で封蝋された封緘紙がついているため17世紀においてもイギリスでは紙の導入が完全には進んでいなかったことがわかる。

羊皮紙（ようひし、英語: parchment, vellum）は、動物の皮を加工して筆写の材料としたもの。なお紙と付くものの、狭義の紙ではない。紙の普及以前にパピルスと同時に使われ、パピルスの入手困難な土地ではパピルスの代わりに羊皮紙やその他の材料を使った。

## 名称
英語ではパーチメント (parchment) とヴェラム (vellum) という2通りの呼称がある。前者は優れた羊皮紙を生産していたという伝承の残るペルガモン王国 (the city of Pergamon) の名に由来し、イタリア語ではペルガメーナ (pergamena)、スペイン語ではペルガミーノ (pergamino)、ポルトガル語ではペルガミーニョ (pergaminho) と呼ぶ。後者は古いフランス語の「子牛」から来ている。これらの語の定義と用語法には歴史的にも混乱があるが、中世以降、材料にかかわらず高級な皮紙をイギリスではヴェラム、フランスではヴェラン (vélin) と呼び、一般の羊皮紙から区別するようになったということは概ね言える。また、羊（子羊）・山羊（子山羊）・子牛ほか、多様な動物の皮が使われたので、日本語の「羊皮紙」という言葉も適当とはいえず、ヴェラムを「犢皮紙（とくひし）」と呼び変えることもある。(ただし「犢」は本来子ウシの意で、子ヒツジは「羔」(コウ)である。
本項では便宜上用語は「羊皮紙」に統一し、主としてヨーロッパでの生産と利用について述べる。

## 製法

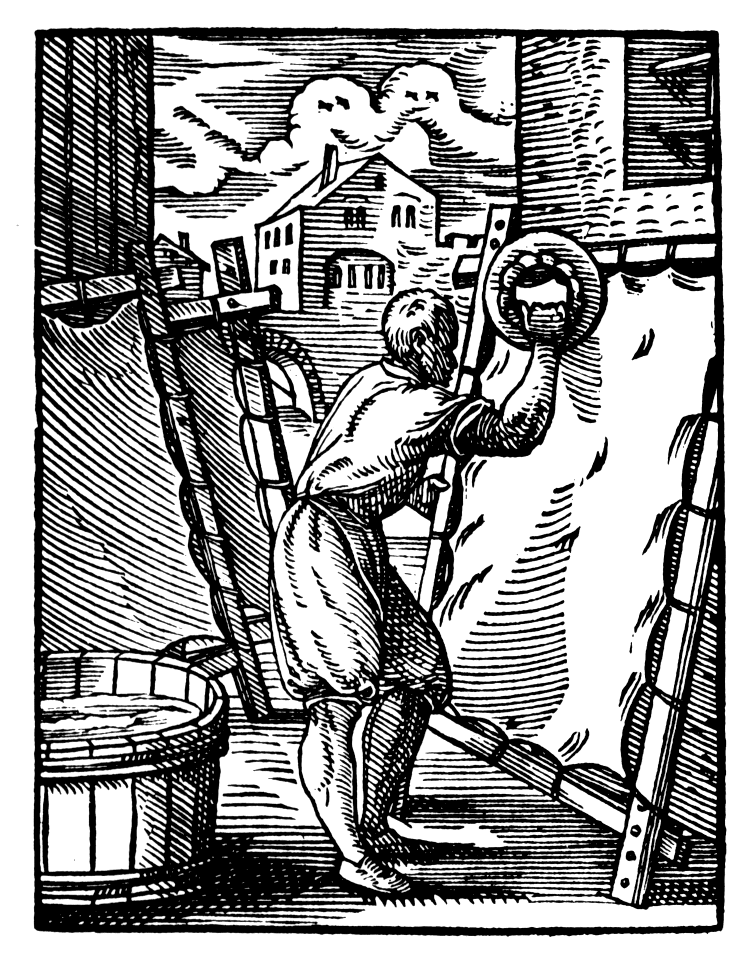
羊皮紙職人 16世紀ドイツの木版画

中世の羊皮紙職人 (percamenarius) はギルドを作り、製法の秘密を厳重に守っていたので、当時の製法はあまり伝わってはいない。

### 原皮
羊皮紙職人は寄生虫による傷や皮膚病の跡のない原皮を選び出す必要があった。古代にはこうした疾病が原因で羊皮紙の製造に適さない原皮はかなり多かったと見られる。老獣の皮を使った場合でも上質の羊皮紙ができるが、仕上がりは厚めになる。最も厚手の羊皮紙は太鼓やタンバリンの皮として使われる。毛の色は製品の色調に影響した。毛色が白い動物の皮からは白い羊皮紙ができる傾向があり、斑のある動物の皮からは、一般に好まれる微かな褐色の模様のある羊皮紙ができたという。

### 脱毛
冷たい流水の中で時間をかけて汚れを洗い落とす。次に毛を抜きやすくするために木か石の水槽に入れた石灰乳（消石灰の懸濁液）に10日間ほど皮を浸し、その間日に数回木の棒を使って撹拌する。この工程で原皮の保存のために使われた塩分や余分な脂肪分も取り除かれる。水槽から取り出した皮は中央が幾分高くなった木の台の上に広げ、両端に握りのある長い湾曲したナイフで毛をこすり取る。銀面（毛が生えていた、一種の光沢をもつ面）の表皮が残っていればそれも削り落とす。こうして脱毛した皮は石灰分を除くため、さらに2日ほど流水でゆすぐ。この石灰乳を使う方法は3世紀に発見された。温暖な地方では、生皮を日の当たる場所に放置して皮を軽く腐敗させ、毛を抜きやすくする場合もあった。

### 展張と削ぎ落とし
脱毛が終わってたっぷりと水気を含んだ皮を、紐を使って木枠へ強く張る。近年では皮の周縁に紐を結び、枠に等間隔で穿った穴に差し込んだ木栓に紐の他端を巻き付け、木栓をねじることにより紐の張力を調整する。この際、剥皮または脱毛工程中につけた傷を見逃すと展張によって皮に円ないし楕円形の穴が開くことがあるので、事前に傷を見つけた場合は糸で縫い合わせる。どちらかというと実用本位だった中世の修道院で作られた写本にはこのような穴がぱっくり開いたページを見ることは珍しくない。こうしてピンと張った皮の両面、特に肉面を、三日月型のナイフ (en:lunellum) で強く削る。これにより皮が伸びるので、木栓を回し木枠側の紐を締めて皮を常にピンと張った状態に保つ。その後枠に張ったまま皮を乾燥させる。完全に乾いたらさらにまた削ぎ取りを行う。皮の銀面の光沢が残っていると書きにくいので、この段階で残っていれば完全に削り取る。最終的に皮は太鼓に張ったそれのような状態になる。

### 仕上げ
こうしてできた乾いて薄く不透明な羊皮紙は皮の周縁の半端な部分を切り落としてだいたい長方形とし、さらに磨き上げ、インクのにじみを防ぎ不透明にするためチョークや石膏の粉末を振って軽石で表面をこすり完成品となる。ヨーロッパでは製品はダース単位で売買されることが多かった。端切れは護符などを作る材料として写本用とは別に売られた。
なお、これらの工程は物理的な加工であり、皮の構成物質であるコラーゲンをタンニン等と化学的に結合させるなめしとは基本的に異なる。

## 利用
羊皮紙は古代から文学や神聖な文書の筆写に使われてきた。エジプトや小アジアの一部ではより安価で入手しやすいパピルスを使ったが、これはエジプトほど気候が乾燥していない土地では傷みやすくカビなどに侵されやすかった。このような理由で徐々にパピルスは羊皮紙に置き換わっていった。またパピルスは表裏で繊維の方向が違うため裏面は使いにくかったが、羊皮紙は両面を同様に使うことができた上に、冊子となってもパピルスにくらべずっと扱いやすかった。
2世紀頃、ペルガモン図書館の蔵書はパピルスから羊皮紙に置き換えられていった。ウァロやプリニウスによるとこの転換はライバルであるアレクサンドリア図書館のペルガモンへのパピルス禁輸が原因であるとされているが、実際にはそれよりずっと以前から羊皮紙は使われ出しており、またアジアの一部でもパピルスは栽培されていた。羊皮紙はインクが染み込みにくいので、書き損じは削って直せるという利点があり、そのため公文書などが改竄されることもしばしばあった。また古い写本は表面を削って再利用することがあった。このように再利用された写本のことをパリンプセスト (palimpsest) と呼び、状態によっては元の文書が判読可能な場合がある。
インクとして、中世には砕いた没食子を水で溶いたものとアラビアゴムの混合物を煤または鉄塩で着色したものを使った。これは褪色すると赤褐色ないし黄色になった。ときに銅塩も使われたが、これは灰緑色に褪色した。イカ墨を使った時代もあった。ペンは古代には葦が、その後中世には鵞鳥などの羽根ペンが使われるようになった。

## 製本
当初羊皮紙の本は巻物だったが、帝政時代の後期に羊皮紙を折り畳んで二つ折り (folio) または四つ折り (quaterniones) と呼ばれる形にし、それを幾つか重ねて板のカバーをつけて本の形にするようになった。すなわち折った回数で判型を表現していた。この種の本はcodex membraneiと呼ばれ、後のコデックス（冊子本）の原型となった。このコデックス (codex) という言葉の語源は、「木の幹」あるいは「木のブロック」で、当時筆記用に使われた木の板を指す言葉が転じたものであった。筆写は折る前に行うので、購入者がナイフで折り目を切り離す必要があった。写本の生産は11世紀頃までは修道院を中心に行われたが、のちには大学や市井の工房に生産の拠点が移った。

## パピルスと羊皮紙
古代エジプトでも羊皮紙はパピルスと併行して使われていた。第18王朝のトトメス3世の軍事的事績を記したカルナックのアメン神殿の碑文には、トトメスの書記ジャネニが羊皮紙につけていた記録に基づいて刻まれたことが記されている。
パピルスから羊皮紙に完全に切り替えてしまうことは高くつきすぎるため、書物や法典のような重要なものには羊皮紙を使う一方、パピルスは手紙や下書きのような日常の、または短い書き物によく使われた。こうしてパピルスは非常にゆっくりと羊皮紙に置き換えられていった。
13世紀から15世紀にかけて、中国より紙が伝来すると一部を除いて羊皮紙は置き換えられた。羊皮紙は条件が良くても1000年ほどの寿命しかなく保存性において紙に完全に劣る。

## 擬羊皮紙（硫酸紙）
植物質のパルプ紙を硫酸で処理し、個々のセルロースを主成分とする繊維を膨潤、密着融合させて半透明のフィルム状にした硫酸紙やシリコン加工を施した擬硫酸紙は薄くて耐水・耐油性があり、クッキングペーパー（キッチンパーチメントともいう）やバターの包装紙、トレーシングペーパーなどに使われるが、これらは擬羊皮紙あるいはパーチメント紙と呼ばれることがある。また高級感を持たせる目的で、かすかな模様を入れたり、手触りを羊皮紙に似せて作ったりしたものが使われることがある。

## 現代の羊皮紙
現在でも羊皮紙を作る工房は欧米を中心に少数が残っており、画材や外交文書・宗教文書などの儀典用として羊皮紙を供給している。価格は品質により幅がある。